# Франклін Самнер Ерл
Франклін Самнер Ерл (англ. Franklin Sumner Earle; 4 вересня 1856, Двайт — 31 січня 1929, Куба) — американський міколог та ботанік.

## Коротка біографія
Франклін Ерл народився в місті Двайт штату Іллінойс. Навчався в Іллінойському університеті, але не отримав вченого ступеня. З 1895 до 1896 року Ерл працював заступником директора мікологічного гербарію Міністерства сільського господарства США. У 1902 році в Алабамському політехнічному інституті Ерл став професором ботаніки, а потім цей інститут присвоїв йому ступінь почесного магістра. У 1901 році Ерл став працювати заступником куратора мікологічного гербарію Нью-Йоркського ботанічного саду. Він видав монографію «The Genera of the North American Gill Fungi», присвячену пластинчастим грибам Північної Америки. Був господарем плантації на Кубі. Кілька публікацій Ерла присвячені вирощуванню цукрової тростини, в тому числі видана у 1928 році «Sugar Cane and its Culture».

## Окремі наукові роботи
- Earle, F.S. (1897). Some fungi imperfecti from Alabama. Bulletin of the Torrey Botanical Club 24: 28-32.
- Earle, F.S. (1898). New or noteworthy Alabama fungi. Bulletin of the Torrey Botanical Club 25: 359–368.
- Earle, F.S. (1900). Diseases of cotton. Bulletin of the Alabama Agricultural Experiment Station Auburn 107: 289-[309].
- Earle, F.S. (1901). List of Alabama fungi. Contributions from the US National Herbarium 6: 148–263.
- Earle, F.S. (1901). Some fungi from Porto Rico. Muhlenbergia 1: 10-17.
- Earle, F.S. (1902). Mycological studies. I. Bulletin of the New York Botanical Garden 2: 331–350.
- Earle, F.S. (1903). West Indian Bulletin 4: 1.
- Earle, F.S. (1904). New tropical fungi mostly from Puerto Rico. Bulletin of the New York Botanical Garden 3: 301–312.
- Earle, F.S. (1904). Report on observations in Puerto Rico. Report. Porto Rico Insular Agricultural Experiment Station, Río Piedras 1903: 454–468.
- Earle, F.S. (1904, publ. 1905). Mycological studies II. Bulletin of the New York Botanical Garden 3 (11): 289–312.
- Earle, F.S. (1909). The genera of North American gill fungi. Bulletin of the New York Botanical Garden 5 (18): 373–451.
- Earle, F.S. (1920). Annual report of the expert in cane diseases. Ann. Rpt. Insular Exp. Sta. P.R. 1919-20: 67-68.
- Earle, F.S. (1920). The cultivation of citrus fruts in Puerto Rico. Circular. Porto Rico Agricultural Experiment Station, Insular Station, Río Piedras 28: 3-20.
- Earle, F.S. (1920). Sugar cane root disease. Journal of the Department of Agriculture, Porto Rico 4: 1-27.
- Earle, F.S. (1921). Annual report of the expert in cane diseases. Ann. Rpt. Insular Exp. Sta. P.R. 1920-21: 59-62.
- Earle, F.S. (1923). Sugar cane root diseases. A neglected enemy of cane and ways of controlling it. Facts about Sugar 16: 314.
- Earle, F.S. (1927). Sugar cane and its culture. Facts about Sugar 22: 698–702, 722–725.
- Tracy, S.M.; Earle, F.S. (1895). Mississippi fungi. Bulletin. Mississippi Agricultural and Mechanical College Experiment Station 34: 80-124.
- Tracy, S.M.; Earle, F.S. (1896). New species of fungi from Mississippi. Bulletin of the Torrey Botanical Club 23: 205–211.
- Tracy, S.M.; Earle, F.S. (1901). Some new fungi. Bulletin of the Torrey Botanical Club 28 (3): 184–188.
- Underwood, L.M.; Earle, F.S. (1896). Notes on the pine-inhabiting species of Peridermium. Bulletin of the Torrey Botanical Club 23: 400–405.
- Underwood, L.M.; Earle, F.S. (1897). A preliminary list of Alabama fungi. Bulletin of the Alabama Agricultural Experiment Station 80: 111–284.

## Роди та деякі види грибів, названі на честь Ф.С.Ерла
- Earlea Arthur 1906 (=Phragmidium)
- Earliella Murrill 1905
- Cyathus earlei Lloyd 1906
- Russula earlei Peck 1903